# 習慣 (卓文萱專輯)
《習慣》 是台灣歌手卓文萱個人第2張錄音室專輯，於2006年10月27日正式發行，一共收錄10首歌曲。年僅十五歲的卓文萱，在發行第一張專輯《1986》時，雖然為滾石唱片寄與重望之新星，但是唱片銷售成績不如預期，因此在相隔五年後才有發行第二張專輯的機會。除了發行最初的版本外，之後來發行了《習慣 - 慶功感謝超值版》（2006年12月8日發行）與《習慣 - 真心感謝超值版》（2007年2月15日發行）。

## 曲目
CD
| 曲序     | 曲目           |               | 作曲     | 编曲          | 製作人            | 备注                                                        | 时长  |
| -------- | -------------- | ------------- | -------- | ------------- | ----------------- | ----------------------------------------------------------- | ----- |
| 1.       | Super No.1     | 宋世堯        | 宋世堯   | 涂惠源        | 涂惠源 曹格       | 電視劇《戀愛女王》片頭曲                                    | 3:37  |
| 2.       | 對你的愛       | 王倩婷 卓文萱 | 王倩婷   | 涂惠源        | 涂惠源            |                                                             | 4:04  |
| 3.       | 梁山伯與茱麗葉 | 曹格          | 曹格     | 涂惠源        | 涂惠源            | feat. 曹格 電視劇《戀愛女王》片尾曲 2007年《KKBOX》20大金曲 | 3:50  |
| 4.       | 冬天的桔子     | 許哲珮        | 許哲珮   | 許哲珮 周恆毅 | 五月天阿信 涂惠源 |                                                             | 4:12  |
| 5.       | 長衣袖         | CSHA 洪嘉濃   | CSHA     | 涂惠源        | 涂惠源            |                                                             | 3:39  |
| 6.       | 幸福調味       | 周谷淳        | 周谷淳   | 涂惠源        | 涂惠源            |                                                             | 3:54  |
| 7.       | 可以不可以     | 五月天阿信    | 趙之璧   | 鍾興民        | 涂惠源            |                                                             | 4:37  |
| 8.       | 小空間大愛戀   | 卓文萱        | 伍仲衡   | 涂惠源        | 涂惠源            |                                                             | 3:45  |
| 9.       | 烏魯木齊小女人 | 宋世堯        | 宋世堯   | 涂惠源        | 涂惠源            |                                                             | 3:56  |
| 10.      | 愛我好嗎       | 何啟弘        | 黃慶元   | 涂惠源        | 涂惠源            | 原唱：蘇慧倫                                                | 4:24  |
| 总时长： | 总时长：       | 总时长：      | 总时长： | 总时长：      | 总时长：          | 总时长：                                                    | 39:58 |

## 音樂錄影帶
| VCD（收錄於(慶功感謝超值版)） 1. 〈梁山伯與茱麗葉〉MV，導演：比爾賈。 2. 〈幸福調味〉MV，導演：比爾賈。 3. 〈對你的愛〉MV，導演：比爾賈。 4. 《幕後直擊花絮》 5. 〈梁山伯與茱麗葉〉(Remix) 6. 〈冬天的橘子〉(Remix) | VCD（收錄於(真心感謝超值版)） 1. 〈梁山伯與茱麗葉〉MV，導演：比爾賈。 2. 〈對你的愛〉MV，導演：比爾賈。 3. 〈幸福調味〉MV，導演：比爾賈。 4. 〈SUPER NO1〉MV，製作：bounce。 5. 〈冬天的桔子〉MV，製作：bounce。 6. 〈梁山伯與茱麗葉〉(kala) 7. 〈對你的愛〉(kala) 8. 〈幸福調味〉(kala) 9. 〈SUPER NO1〉(kala) 10. 〈冬天的桔子〉(kala) |

## 唱片版本
| 《習慣》(CD) 發行日期：2006年10月27日。 發行：滾石唱片。 | 《習慣》(慶功感謝超值版)(CD+VCD) 發行日期：2006年12月8日。 發行：滾石唱片。 | 《習慣》(真心感謝超值版)(CD+VCD) 發行日期：2007年2月12日。 發行：滾石唱片。 限量加贈2007年《明信片親筆手卡》，12款。 |